# Odile de Nice
Odile (morte après 1032), surnommée de Nice, de Provence, de Vence, de Nice-Vence, de Reillane ou encore de Reillane-Vence, est une aristocrate du pays de Nice et de Provence de l'extrême fin du Xe siècle et du début du siècle suivant.
L'historien et érudit Eugène Caïs de Pierlas (1889) la qualifiait de « plus grande figure que nous trouvons à Nice à l'aurore du XIe siècle. »
Elle ne doit pas être confondue avec Odile [de Vence], épouse de Foulques, vicomte de Marseille (vers 955-1047?).

## Biographie

### Origines
Les origines d'Odile (Hodila, Odila,) sont partiellement connues. Selon les auteurs contemporains (Venturini, 1992, 2007 ; Estienne, 2004 ; Clamens, 2009), elle pourrait être la fille d'Annon (mort avant 993), seigneur de Vence (dit de Reillane-Vence). Elle aurait ainsi pour mère, Bonnefille (Bonnafilia) et pour frère Amic Ier.
L'archiviste-paléographe Alain Venturini (1992) la mentionne sous la forme [de Vence-Nice]. La médiéviste Mariacristina Varano (2011) parle de la lignée des Nice-Vence.
Charles-François Bouche, dans son Essai sur l'histoire de Provence (1785), la faisait fille du comte de Provence, Guillaume, à partir de deux chartes, cette hypothèse avait cependant déjà été écartée, au siècle précédent, par Pierre Gioffredo. Eugène Caïs de Pierlas (1889), qui relate ces travaux, indiquait « Par conséquent le nom du père de Odila est encore à trouver ». Une seconde hypothèse, soutenue par Georges de Manteyer (1908), et reprise par Jean-Pierre Poly (1976), repousse cette filiation avec le comte et indique qu'elle serait la sœur du juge de Provence, Lambert, lui-même fils d'Annon [de Vence]. Toutefois, en l'état actuel des connaissances, cette filiation avec Lambert ne peut être vérifiée.
Odile appartient à la clientèle du comte de Provence, et le lien de parenté avec le comte Guillaume Ier est envisagé sans être certain. Selon Mariacristina Varano (2011), les actes d'Odile et son premier époux « fournissent des détails, très vagues cependant, qui alimentent le débat sur la nature réelle de l'attachement d'Odile et de Miron au comte Guillaume ».

### Souche des familles vicomtales de Nice et de Sisteron
Odile se marie deux fois. Sa descendance semble « dominer les cités et évêchés de Gap et Sisteron » (Foulon, Varano, 2013). Elle est la « souche » des familles vicomtales de Nice et de Sisteron puisque de son premier mariage avec Miron, descendent les vicomtes de Sisteron, et du second, avec Laugier, les vicomtes de Nice.

#### Premier mariage: Miron
Odile est l'épouse, avant 990 ou 999,,, de Miron, dit de Nice ou de Sisteron (mort avant 1002/03). Son origine n'est pas connue. Venturini (1992) indique que le mariage est une promotion pour Miron, dans la mesure où sa noblesse était d'un rang inférieur à celle de son épouse. Varano (2011) précise cependant qu'il apparaît dans les actes à la suite de la famille comtale et « devançant même celui de sa femme ». Des auteurs anciens lui ont associé le titre de vicomte, cependant il ne porte cependant aucun titre dans les documents,. La charte no 18 du Cartulaire de la cathédrale de Nice le qualifie simplement de Domni, sans terre associée.
Les deux époux apparaissent dans des actes de l'extrême fin du Xe siècle et au début du siècle suivant. Ces derniers permettent d'avoir une idée sur leurs possessions et de leur lien avec la famille comtale.
Ils sont tous deux mentionnés, aux côtés de leurs fils, dans une donation à l'abbaye Saint-Pons de Nice (décembre 999, CSP, no 1),,. Cet acte est daté du castrum Lurs, un château situé dans le diocèse de Sisteron et qui relevait initialement des évêques de Sisteron,,. On ne sait comment et depuis quand le castrum leur appartient,.

#### Second mariage: Laugier
Vers 1002/03,, Odile se remarie avec Laugier. Son époux semble originaire du comtat Venaissin et il possède des biens dans le pays niçois reçus du comte, mais aussi d'Odile et son premier mai,. Venturini (1992), à propos de ce mariage, parle d'« union prestigieuse ».
Le couple semble obtenir, par l'intermédiaire de Rotboald Ier de Provence, des biens dans la vicomté de Sisteron, où la famille va étendre son pouvoir. Pour la pays de Nice, Venturini considère qu'elle et sa descendance « [exerce] les attributions de la puissance publique et surtout d'en percevoir les revenus », descendance qui semble avoir une place importante dans l'entourage comtal.
Alain Venturini appelle, par commodité, les descendants d'Odile et Laugier les Orange-Gréolières.
Pons devient évêque de Nice, 1010/11. Raimbaud/Rambaud épouse, en troisième noces, la veuve du comte Guillaume V Bertrand de Provence,. Il reçoit à cette occasion des territoires préfigurant la principauté d'Orange.

### Donations
Odile effectue de nombreuses donations à l'abbaye Saint-Pons de Nice (Chartrier de Saint-Pons = CSP), dans laquelle se trouve le tombeau du Pons de Cimiez, qui témoigneraient une certaine dévotion envers le saint.
Elle fait don, aux côtés de ses enfants, tout en mentionnant son vénérable ancêtre le comte Guillaume (Willelmo magnifico comite) et son époux Miron (Mironi genitore nostro) décédé, de toutes les terres qui autour le monastère, le 30 décembre 1010 (CSP, no 3).
Selon le Chartrier de Saint-Pons, en 1029, Laugier et Odile donnent à l'abbaye, Revest. En 1032, Laugier et sa femme Odile, font des donations au monastère de Saint-Veran et à l'église de Notre-Dame la Dorée, près du fleuve côtier Loup, diocèse de Vence.

### Mort et succession
La mort d'Odile n'est pas connue. Elle est mentionnée jusqu'en 1032.
Deux de ses fils héritent des biens dans le pays de Nice. Raimbaud/Rambaud et Rostain/Rostaing, issus du deuxième lit, héritent la majeure partie de ses possessions, sur les deux rives du Var. Venturini (1992) cite notamment les travaux de l'historien et archéologue Jean-Claude Poteur qui constatait une « répartition en damier » du pays vençois entre ces fils et leurs cousins, issus de son frère, Amic Ier. Ainsi les fils d'Odile héritaient des terres et forteresses suivantes : « Andon (avec Thorence) et Moyon (avec Gréolières), Deux-Frères (avec Boyon) ; Cagnes (avec Agrimont) ; enfin Saint-Laurent (avec au moins une partie de Malvans ». Venturini considère toutefois que cette énumération doit être nuancée en fonction du contexte. Raimbaud/Rambaud obtient la région autour de Vence et au sud de celle-ci, tandis que son frère, Rostain/Rostaing, hérite plutôt dans le haut-pays avec notamment Gréolières, dont le château n'avait pas encore été édifié au moment du partage.

## Famille et descendance
Odile de Provence a eu deux mariages dont sont issues les familles vicomtales de Nice et de Sisteron, et dont certaines personnalités ont occupé les sièges épiscopaux de la région.
Odile et son premier époux, Miron, [de Nice] ou [de Sisteron], ont trois ou quatre enfants,,,, peut être un cinquième frère, :
- Pons II (mentionné en 999), évêque de Nice (1010/11-1030) ;
- Bremond/Bermond (mentionné en 999) ;
- Miron II (mentionné en 999), vicomte de Sisteron (1042-1067), peut-être une descendance, mais non confirmée par l'ensemble des auteurs ;
- Gerberge (Gisberge, Girberga, morte après 1063, non mentionnée en 999), ∞ Bérenger, vicomte [d'Avignon], sept fils dont[28],[29] :
  - Rostaing Ier, évêque d'Avignon,
  - Bérenger II, vicomte [de Sisteron], [d'Avignon], ∞ Aisceline/Accelena,
  - Raimon(d)/Raymond Décan, doyen d'Avignon, ∞ N. [de Posquières],
  - Guilhelm/Guillaume, vicomte [de Sisteron] (?), ∞ N.N., dont deux fils, Rostaing († 1110) et Raimon(d)/Raymond,
  - Laugier/Lauger, vicomte [de Sisteron] (?), ∞ N.N.,
  - Rostaing/Rostan Bérenger († 1101), vicomte [d'Avignon] (?), ∞ Ermesinde/Ermessende/Hermessende, cinq fils ;
- Guillaume (non mentionné en 999, d'après le Cartulaire de Nice[16],[30]).

Gerberge, selon certains auteurs, pourrait être issue du second mariage.
Odile épouse en secondes noces Laugier I, avec qui elle a quatre ou cinq enfants,,, :
- Pierre Ier, évêque de Sisteron (1043-1059) ;
- Raimbaud/Rambaud de Nice ou d'Orange (connu de 1030 à 1062), dont est issu la branche d'Orange, ancêtre des Baux (Poly, Venturini). Trois épouses ;
- Rostain(g)/Rostan(g) (Rostagnus) dit de Sisteron, de Gréolières ou encore le jeune, seigneur de Gréolières, probable vicomte (Varano) ;
- Jauccara/Hincvara.

Le site FMG retient de la documentation quatre enfants mais nomme la fille Odile, mariée à Conrad IV, comte de Vintimille (mort après 1082), s'appuyant sur le Cartulaire de Lérins (CLXVI, p. 161).